# 保利尼奧 (1994年出生足球運動員)
保罗·恩里克·苏亚雷斯·多斯桑托斯（Paulo Henrique Soares dos Santos，1994年7月10日—），简称保利尼奥，是一名巴西职业足球运动员，现效力于中国足球协会超级联赛俱乐部上海海港足球俱乐部，司职边锋。

## 俱乐部生涯
保利尼奥出生于巴西聯邦區的塞兰迪亚，并于2012年3月11日在巴伊亚竞技俱乐部对阵华泽罗SC的比赛中出现在巴伊亚竞技俱乐部的替补席上。